# Muzi (socken)
Muzi (kinesiska: 木子, 木子乡) är en socken i Kina. Den ligger i provinsen Hunan, i den södra delen av landet, omkring 170 kilometer väster om provinshuvudstaden Changsha.
Genomsnittlig årsnederbörd är 1 952 millimeter. Den regnigaste månaden är maj, med i genomsnitt 358 mm nederbörd, och den torraste är december, med 48 mm nederbörd.